# 交響曲第19番 (ミャスコフスキー)
交響曲第19番 変ホ長調 作品46は、ニコライ・ミャスコフスキーが吹奏楽のために作曲した交響曲である。吹奏楽の分野では、歴史的に重要な吹奏楽のための交響曲として知られているが、編成や楽譜の流通その他の理由により、実際に演奏される機会は旧西側諸国ではあまり多くない。

## 作曲の経緯
1938年に、モスクワ騎兵軍楽隊の楽長でミャスコフスキーと親しくしていたイヴァン・ペトロフから依頼を受けたのが作曲の契機である。ペトロフは当時の軍楽隊のレパートリーが貧弱であると痛感しており、優れた作品を求めていた。当初ミャスコフスキーは単一楽章の作品を書くつもりだったが、次第に構想がふくらんで4楽章構成の交響曲になった。1938年末までに素材のスケッチを準備したミャスコフスキーは、明くる1939年に実際の作曲を開始したが、1月5日にピアノ・スコアを書き始め、同月26日にはオーケストレーションを終えるという速さで作品を完成させた。
この交響曲は赤軍の創設21周年に捧げられ、完成の翌月の2月15日に、ペトロフ指揮のモスクワ騎兵軍楽隊による演奏がソ連全土にラジオ放送されるという形で初演された。公開の初演は同月22日、同じ演奏者によりモスクワ音楽院大ホールで行われた。
1948年にはエドウィン・フランコ・ゴールドマン指揮のゴールドマン・バンドによってアメリカ初演が行われた。日本での初演は1962年、辻井市太郎指揮の大阪市音楽団によって行われている。

## 楽器編成
ロシア・ソ連の軍楽隊がドイツの影響下に発展したことを反映して、編成にサクソフォーンを含まず、代わりに円錐管系の金管楽器が占めている。また、オーケストレーションの特徴として、オーケストラの弦五部をクラリネットや円錐管系の金管楽器群にそのまま置き換えたような書法が挙げられる。
ピッコロ、フルート2、オーボエ2、E♭クラリネット、B♭クラリネット3、ファゴット2、ホルン4、トランペット2、コルネット2、E♭アルトホルン2、B♭テノールホルン3、B♭バリトンホルン、バス（チューバ）2、打楽器（ティンパニ、トライアングル、大太鼓、小太鼓、シンバル）
なお、上記はパートの数であり、奏者はパートによって複数を要する（クラリネットなど）。

## 楽曲構成
4楽章からなる。全曲で約25分。
1. マエストーソ - アレグロ・ジョコーソ　変ホ長調、4分の2拍子。ソナタ形式。
2. モデラート　ハ短調、4分の3拍子。複合三部形式。
3. アンダンテ・セリオーオ　変ロ長調、4分の3拍子。三部形式。
4. ポーコ・マエストーソ - ヴィーヴォ　変ホ長調、4分の2拍子。ロンド形式。